# Frankfurt-Griesheim (stacja kolejowa)
Frankfurt-Griesheim – stacja kolejowa we Frankfurcie nad Menem. Zatrzymują się tu pociągi S-Bahn.
Stacja znajduje się na zachód od Dworca Głównego (Frankfurt Hauptbahnhof). Bezpośrednio na wschód od stacji rozpoczynają się torowiska tego dworca, których długość wynosi 5000 m, zaś szerokość dochodzi do 600 m.

## Historia
Dworzec został oddany do użytku w 1877 jako należąca do Hessische Ludwigsbahn stacja na Main-Lahn-Bahn, na północ od zabudowań Griesheimu. W 1968 powstał istniejący do dziś budynek dworca. Obecnie dworzec służy jedynie szybkiej kolei miejskiej, zatrzymują się na nim pociągi linii S1 (Wiesbaden – Rödermark) oraz S2 (Niedernhausen – Dietzenbach). Dworzec posiada peron środkowy oraz boczny, a zatem trzy krawędzie peronowe.
Od 1930 do uruchomienia linii S-Bahn Ren-Men w 1978 przed dworcem zatrzymywały się tramwaje linii 14.

## Okolice dworca
Dworzec znajduje się obecnie pośród zabudowy największej z zachodnich dzielnic Frankfurtu, pomiędzy Menem a Mainzer Landstraße. Na południe od dworca znajduje się historyczne centrum Griesheimu, na północ zaś osiedla z połowy XX wieku. Wiadukt na wschód od stacji oraz przejazd kolejowo-drogowy na zachód od niej łączą ze sobą obie części dzielnicy.
Sąsiadująca z dworcem Autogenstraße jest zabudowana od południa budynkami z okresu grynderskiego. Istnieją plany budowy budynków mieszkalnych po północnej stronie ulicy, po tym jak Deutsche Bahn zlikwidowała kilka torów manewrowych stacji.